# آندژی خیرا
آندژی خیرا (لهستانی: Andrzej Chyra؛ زادهٔ ۲۷ اوت ۱۹۶۴) بازیگر اهل لهستان است. او عضو آکادمی فیلم لهستان و آکادمی فیلم اروپا است.
از فیلم‌هایی که وی در آن نقش داشته‌است، می‌توان به هیچ ردی باقی نگذار، بدون پنهان‌کاری، ماندگار، تمام آنچه بدان عشق می‌ورزم، ترفند، ما همه مسیح هستیم، تمام ترس‌های ما، جاسوسان ورشو، سال‌های شیرین، اعتصاب، اِتِـر، عنصر نامطلوب، جادوگر (مجموعه تلویزیونی)، جادوگر (فیلم)، آنان، هیولاهای کراکوف، ۱۹۸۳، عروسی، بدهی، کاتین، تقارن، ۱۱ دقیقه، ایالات متحده عشق، قضاوت درباره فراچیشکا کووسا، ده فرمان ۴، خانواده واپسین، سرزمین فراموش‌شده و سرمازده اشاره کرد.